# Чёрная Слобода (Шацкий район)
Чёрная Слобода — село в Шацком районе Рязанской области России. Административный центр Чернослободского сельского поселения.
Село является пригородным и непосредственно примыкает к городу Шацк с юго-востока.

## Происхождение названия
Раньше слободами называли населенные пункты, жители которых пользовались определёнными льготами, привилегиями. Различалось несколько видов слобод. Среди них были слободы, представлявшие собой торгово-промышленные поселения. Данные слободы подразделялись на дворцовые, черные, то есть государственные, и владельческие, которые принадлежали частным владельцам и церковным властям.

## География
Село расположено на Окско-Донской равнине по обеим берегам небольшого ручья на левом берегу реки Шачи. Расстояние от центра села Чёрная Слобода до центра города Шацк — 1 км, расстояние по автодороге — 1,5 км.
В центре села имеется пруд. К западу и юго-западу от села протекает река Шача, к юго-востоку расположен лесной массив, к востоку — балка Добовая. Ближайшие населенные пункты — город Шацк и село Казачья Слобода.

## История
Чёрная Слобода как пригородное у города Шацка поселение торговых, рукодельных и всяких промышленных людей, а также черносошных (государственных) крестьян, переселенных сюда из центральных областей страны и бежавших от своих владельцев, возникает в XVII в. Слободой поселение называлось потому, что его жители были лично свободны, не принадлежали какому-то владельцу-феодалу; в то же время, в отличие от жителей «белых» слобод (Стрелецкой, Казачьей и т. д.), они были включены в государственное «тягло», то есть платили государственные подати «с животов и разных промыслов», и несли государственные повинности.
Со временем государство, заинтересованное в увеличении налоговых поступлений, прикрепляет жителей черных слобод к их дворам и земле. Соборное Уложение 1649 г. запрещало самовольный переход жителей посадов и черных слобод в другие слободы или к частным владельцам. Всех жителей слобод, «обелившихся» и ушедших из тягла, надлежало «сыскивати и свозити на старые их посадские места, где кто живал наперед сего, безлетно ж и бесповоротно», а тех, которые продадут свои дворы «за воровство бити кнутом».
В конце XVII в., в результате раздачи государственных земель в поместья, Чёрная Слобода города Шацка перешла в руки частных владельцев и, сохранив свое название, стала писаться селом. Именно поэтому она не была включена в городскую черту, как это произошло с жителями некоторых других пригородных шацких слобод, которые, в результате военных и налоговых реформ Петра I, были в начале XVIII в. уравнены в правах с другими горожанами («посадскими людьми»).

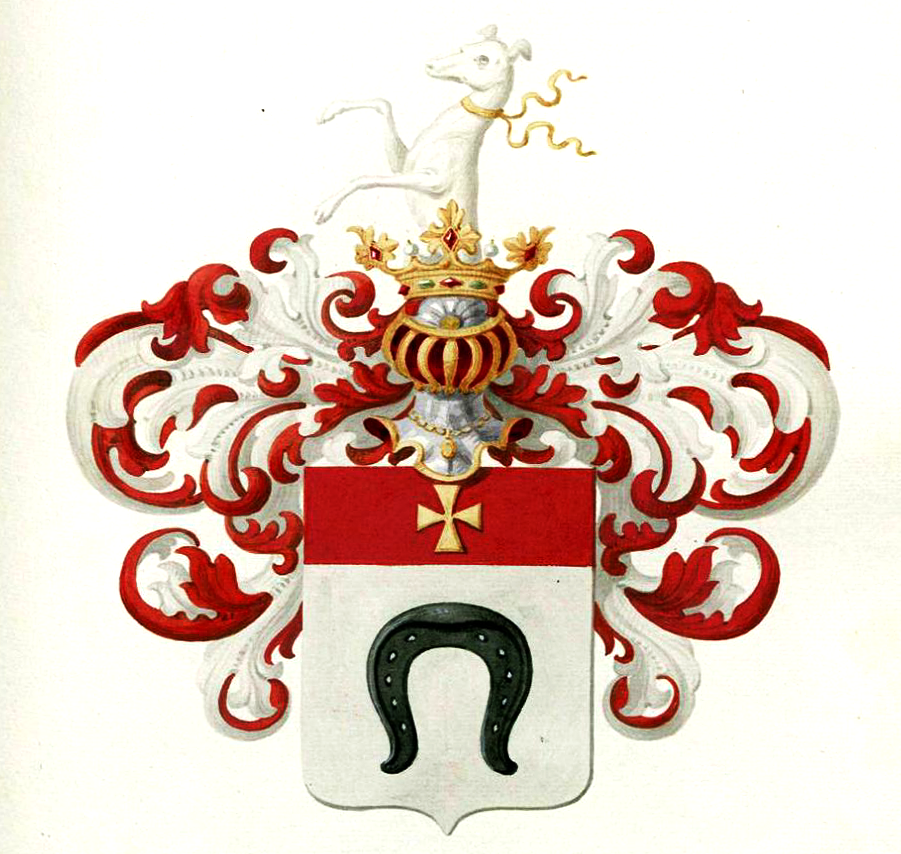
Герб рода дворян Мухановых.

В конце XVIII—XIX вв. на протяжении ряда поколений село Чёрная Слобода находилось во владении дворянского рода Мухановых. В 1793 г. в селе Чёрная Слобода по инициативе и на средства обер-шталмейстера Сергея Ильича Муханова (+1842 г.) по проекту архитектора А. С. Кутепова был построен каменный холодный храм во имя иконы Спаса Нерукотворного. Небольшой по размерам, однокупольный храм в стиле ампир с боковыми портиками и трехъярусной колокольней, стал настоящим украшением села (разрушен в 1950-е гг.).
К 1861 г. село Чёрная Слобода принадлежало фрейлине императорского двора Александре Сергеевне Мухановой, дочери С. И. Муханова. Здесь насчитывалось 280 крестьянских дворов, в которых проживало 1118 душ мужского и 1135 душ женского пола, имелся винокуренный завод, мельница, лавки. В результате отмены крепостного права местные крестьяне получили в среднем по 2,5 дес. надельной земли на душу мужского пола. Выделенные земли были неудобными, не пригодными к обработке, и отмена крепостного права не улучшила положения жителей села — среди крестьян наблюдались постоянные волнения. К тому же, в результате роста численности населения, крестьянские наделы дробились и постоянно мельчали. С другой стороны малоземелье вынуждало местных крестьян заниматься отходничеством, устраиваться батраками к помещику и местным богатеям.

В июле 1906 г. газета «Тамбовский голос» сообщала, что в селе Чёрная Слобода Шацкого уезда ставят на пахоту в ярмо вместо лошадей…женщин, настолько дёшевы были рабочие руки. Корреспондент, присутствовавший при «беседе земского начальника с народом», записал следующий диалог:
«…Долго ещё…гудели мужицкие голоса… — Все насчет легкости толкуют, а у нас вот только два владельца и есть в Слободе. А какие порядки завели! Один, например, вздумал пахать на живых людях. — Кто ж это? — Да господин Козловский. И сошки такие маленькие приспособил. Запрягаются в них две девки или бабы и пашут. Сначала срамно как будто было, отказывались некоторые, а потом — ничего, обошлось. Перестали обращать внимание на смех. Нужда заставит всему покориться. Вот нам и бабам новый заработок и владельцу барышок: где бы мужику-то с лошадью рублевку заплатить, а то и подороже, тут за двугривенный можно отделаться. Такие-то дела-то. — Да вы бы сами пример брали, учились бы у умных людей. — Ну, уж где нам дуракам. Не мужицкое это дело. Перво-наперво двугривенный-то у мужика — редкость большая, в иную пору и на соль пятачка не наберешь…».
К 1911 г., по данным А. Е. Андриевского, причт церкви Спаса Нерукотворного в селе Чёрная Слобода состоял по штату из 2 священников, диакона и 2 псаломщиков. За церковью числилось 3 дес. усадебной и 100 дес. пахотной земли в двух полях. Земля давала годового дохода 650 руб., братский годовой доход составлял от 600 руб. От казны платилось содержание: священникам по 400 руб., диакону 200 руб. и псаломщикам по 125 руб. Причтовый капитал составлял 1042,5 руб., церковный капитал — 2042,5 руб. С крестьян церковь получала ругу — по 1 мере ржи со двора. Дома у причта были собственные. В церкви Спаса Нерукотворного в селе Чёрная Слобода хранилась местночтимая икона Покрова Пресвятой Богородицы.
К 1911 г. в селе Чёрная Слобода насчитывался 501 крестьянский двор, причем 76 из них (287 душ мужского и 275 душ женского пола) относились к приходу Христорождественской церкви города Шацка, а 400 дворов (1367 душ мужского и 1314 душ женского пола) — к приходу церкви Спаса Нерукотворного села Чёрная Слобода. Помимо православных в селе проживали баптисты и молокане, всего 25 дворов, 211 душ обоего пола. В 1909 г. в селе была учреждена (совместно с селом Казачья Слобода) Чернослободская община христиан-баптистов в количестве 63 чел., имевшая свой молитвенный дом.
Основным занятием населения Чёрной Слободы было земледелие. Душевой надел местных крестьян составлял от 23 до 45 саженей земли. Основные земельные площади принадлежали кулакам и помещикам; много лучших земель было приписано к многочисленным церквям Шацка и Чёрной Слободы. Гонимые нуждой, крестьяне села занимались извозом, уходили на заработки на винокуренные заводы, в дальние города, на прииски и лесоразработки.
Помимо церкви Спаса Нерукотворного в селе Чёрная Слобода имелись волостное правление, церковно-приходское попечительство, женская церковно-приходская и мужская земская школы. В 1914 г. все мелкие лавки в селе были ликвидированы и создано единое потребительское общество, в котором жители могли купить всё необходимое по государственной цене.
В селе Чёрная Слобода располагалось имение дворян Мухановых с усадебным домом. В имении числилось всего 2943,7 дес. земли, из них усадебной 24,81 дес., пахотной 1534,65 дес. (в том числе 283 дес. под посевом), 191,57 дес. лугов, 960,89 дес. леса; имелось 53 лошади, 102 коровы и 13 свиней. Обслуживали имение управляющий, 7 приказчиков и 19 постоянных и 14 временных наемных работников.
Октябрьская революция 1917 г. привела к большим изменениям в жизни крестьян Чёрной Слободы. В ноябре 1917 г. в Шацком уезде была установлена советская власть, а в 1921 г. 12 крестьянских семей села Чёрная Слобода организовали товарищество по совместной обработке земли (ТОЗ). В апреле 1928 г. в селе Чёрная Слобода был создан колхоз «Вперед». Он объединил 17 хозяйств из 600. Артель располагала тогда скудными средствами производства: 9 сохами и 9 телегами. Но первый сев прошел дружно. Ко времени уборки урожая колхоз объединял уже 160 хозяйств. В 1930 г. колхозу «Вперед» первому в районе был выделен трактор «Фордзон».
В апреле того же 1930 г. председателем колхоза был избран Андрей Васильевич Сучугов, проработавший в колхозе до 1980 г. За годы его руководства колхоз «Вперёд» достиг высоких успехов: коллектив хозяйства был награждён орденом Трудового Красного Знамени, а А. В. Сучугов и звеньевой механизированного звена по выращиванию свеклы Д. Я. Сучков удостоены звания Героев Социалистического Труда.
К 1980-м гг. урожайность зерновых в колхозе «Вперед» была поднята до 35 ц/га, картофеля — 190 ц/га, сахарной свеклы — 263 ц/га. В колхозе впервые в районе были задействованы прогрессивные экономические рычаги хозяйствования, в том числе самофинансирование, хозрасчет, аккордно-премиальная оплата труда. По итогам 1986 г. колхоз «Вперед» получил 1,34 млн руб. чистой прибыли, стал победителем Всесоюзного социалистического соревнования и был награждён переходящим Красным знаменем ЦК КПСС, Совета Министров СССР, ВЦСПС и ЦК ВЛКСМ с занесением на Всесоюзную доску почета на ВДНХ СССР. На машинном дворе и фермах колхоза были построены финские бани-сауны для работников предприятия.
Выселками из села Чёрная Слобода является село Тюрино Шацкого района Рязанской области.

## Население
| 1989 | 2010  | 2012  |
| ---- | ----- | ----- |
| 2488 | ↗2641 | ↗2777 |

По данным переписи населения 2010 г. в селе Чёрная Слобода постоянно проживают 2641 чел. (в 1992 г. — 2488 чел.).

## Известные уроженцы, жители
- Иван Терентьевич Лосев (1871 — после 1954) — плотник, баптист по вероисповеданию, депутат Государственной Думы I созыва от Тамбовской губернии.
- Андрей Васильевич Сучугов (1903—1988) — председатель колхоза «Вперед» Шацкого района, Герой Социалистического Труда.
- Иван Григорьевич Серебряков (1914—1969) — ученый-ботаник, доктор биологических наук, профессор.
- Василий Григорьевич Нечушкин (1920—1999) — старший сержант, разведчик 314-й отдельной разведывательной роты, полный кавалер ордена Славы.
- Дмитрий Яковлевич Сучков (1930—2007) — звеньевой механизированного звена по выращиванию свеклы колхоза «Вперед» Шацкого района, Герой Социалистического Труда.

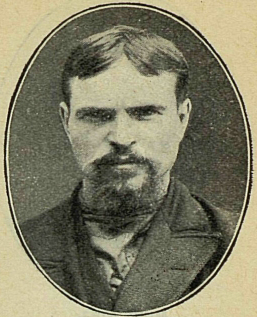
Лосев Иван Терентьевич (1871 – ок. 1954).

## Инфраструктура
Личное подсобное хозяйство с зоной сельскохозяйственного использования, индивидуальная застройка усадебного типа.

### Производственная инфраструктура
По данным на 2015/2016 г. в селе расположены:
1. Колхоз «Вперед», агропромышленное предприятие;
2. ООО «Вперед», агропромышленное предприятие.[12]

### Социальная инфраструктура
Чернослободская основная общеобразовательная школа, детский сад, отделение почтовой связи, Дом культуры и библиотека.
Стадион. Трасса для мотокросса, расположена на западной окраине села.

### Инженерная инфраструктура
Село газифицировано, электрифицировано, есть водоснабжение.
Работает мобильная связь.

### Рыночная инфраструктура
Действует отделение «Сбербанка», автомобильная заправочная станция, есть несколько частных магазинов.

## Транспорт
Основные грузо- и пассажироперевозки осуществляются автомобильным транспортом. Село Чёрная Слобода расположено поблизости и имеет выезды на автомобильную дорогу федерального значения М-5 «Урал»: Москва — Рязань — Пенза — Самара — Уфа — Челябинск; а также на автомобильные дороги регионального значения А-143: «Шацк — Тамбов» и 61К-012: «Шацк — Касимов».